# جامعه آزاد
لفظ جامعه آزاد را نظریه پردازان لیبرترینیسم و عینیت گرا برای اشاره به جامعه‌ای به کار می‌برند که ایده‌آل سیاسی و اقتصادی شان در آن پیاده شده است. در یک جامعهٔ آزاد نظری، همهٔ افراد داوطلبانه عمل می‌کنند، آزادند برای تحقق ظرفیت‌های خود قدرت و منابع کسب کنند. ادلی استیونسن جوامع آزاد را جامعه‌ای دانست که در آن افراد «نامحبوب بودن را بی خطر و ایمن می‌دانند.»
این را می‌شود با آزادی بیان توضیح داد - این که مردم حق داشته باشند دیدگاه هایشان را بدون ترس از بازداشت، حبس، یا آسیب فیزیکی بیان کنند.
در یک جامعهٔ آزاد، افراد در انجمن‌های داوطلبانه از جمله جوامع بازار آزاد و اشتراکی سازمان می‌یابند. در یک جامعه آزاد، افراد به دلیل فقدان محدودیت‌های تجاری و تولید ثروت از شکوفایی بیشتری برخورداند.

## پیوند بیرون
- The Foundations of a Free Society
- A Free Society Requires the Myth of a Higher Law